# Tursun Beg
Tursun Beg (in turco Tursun Bey; Bursa, 1420 circa – Bursa, 1499) è stato uno storico, scrittore e burocrate ottomano che scrisse una cronaca dedicata a Mehmed II.

## Biografia
La vita di Tursun Bey (o Tursun Beg) di Bursa ci è nota unicamente per i pochi riferimenti contenuti della sua cronaca.  Sappiamo così che egli proveniva da una famiglia timariota e che era intestatario egli stesso di un timar. Lavorò nella Corte sultanale (diwan) e accompagnò il Sultano ottomano Mehmed II durante l'assedio di  Costantinopoli del 1453, che si concluse con la caduta della città. È una delle principali fonti turche per raccontare l'evento, anche se gli storici hanno talvolta contestato la sua effettiva partecipazione all'assedio. È il caso di Nicolas Vatin, che dedica un articolo a questo argomento. Egli conclude che le prove della sua presenza nell'esercito ottomano dal 1452 sono deboli. Egli sottolinea anche che, nonostante le sue origini militari, Tursun Beg si allontanò da questo percorso abbastanza rapidamente e potrebbe non aver raggiunto Costantinopoli fino al 1455.
L'unica opera conosciuta di Tursun Beg è il Tarih-i Ebülfeth (in ottomano: تاريخ ابو الفتح); "La storia del conquistatore". Grazie alla sua vicinanza con Mahmud Pascià Angelović, il gran visir di Mehmed II, ha avuto un accesso privilegiato alla corte ottomana e quindi agli eventi che vi si svolgevano.